# Motown’s Greatest Hits
Motown’s Greatest Hits — сборник американской певицы Дайаны Росс, выпущенный в 1992 году на международном уровне лейблом Motown. За первые восемнадцать месяцев продаж в мире было продано свыше трёхсот тысяч копий альбома, сорок из них пришлось на Японию.

## Отзывы критиков
| Оценки критиков | Оценки критиков |
| Источник        | Оценка          |
| --------------- | --------------- |
| AllMusic        | [ 2 ]           |

Стивен Томас Эрлевайн из заявил, что это неплохой сэмплер, и, возможно, некоторым случайным фанатам стоит потратить на него время.

## Список композиций
1. «Ain’t No Mountain High Enough» — 3:33
2. «Touch Me in the Morning» — 3:25
3. «I’m Still Waiting» — 3:44
4. «I’m Gonna Make You Love Me» — 3:06
5. «Upside Down» — 3:37
6. «My Old Piano» — 3:53
7. «You Keep Me Hangin’ On» — 2:41
8. «The Happening» — 2:47
9. «Reflections» — 2:48
10. «Baby Love» — 2:36
11. «You Can’t Hurry Love» — 2:44
12. «Where Did Our Love Go» — 2:32
13. «Stop! In The Name Of Love» — 2:51
14. «All Of My Life» — 3:26
15. «Surrender» — 2:49
16. «Love Hangover» — 3:45
17. «You Are Everything» — 3:07
18. «Theme from Mahogany (Do You Know Where You’re Going To)» — 3:22
19. «Remember Me» — 3:16
20. «Endless Love» — 4:26

## Чарты
| Чарт (1993—2015)                          | Высшая позиция |
| ----------------------------------------- | -------------- |
| Великобритания (UK Albums Chart)          | 20             |
| Великобритания (UK Album Downloads Chart) | 41             |
| Шотландия (Scottish Albums Chart)         | 87             |

## Сертификации и продажи
| Регион                                                                      | Сертификация | Продажи |
| --------------------------------------------------------------------------- | ------------ | ------- |
| Великобритания (BPI) · продажи с 2007 года                                  | Серебряный   | 60 000  |
| Япония                                                                      | —            | 40 000  |
| Итого                                                                       |              |         |
| Мир                                                                         | —            | 300 000 |
| Данные о продажах + прослушиваниях приведены только на основе сертификации. |              |         |